# A magyar labdarúgó-válogatott mérkőzései 1921-ben
A magyar labdarúgó-válogatottnak 1921-ben négy mérkőzése volt, és újabb szövetségi kapitánya lett a válogatottnak Kiss Gyula személyében. A magyar csapat a háborús, zavaros időkben sok jó játékosát vesztette el, Schaffer Alfréd, a két Konrád, Payer Imre, Ging József külföldi klubokban játszott.
Szövetségi kapitány:
- Kiss Gyula

## Eredmények
| 77. mérkőzés 1921. április 24. | Ausztria                                           | 4 – 1             | Magyarország | Simmering-pálya, Bécs Nézőszám: 50 000 Játékvezető: Johannes Mutters (NED) |
| 77. mérkőzés 1921. április 24. | Kuthan 52' 53' (11-esből) Wondrak 62' Neubauer 72' | (0 – 0) Részletek | Orth 67'     | Simmering-pálya, Bécs Nézőszám: 50 000 Játékvezető: Johannes Mutters (NED) |

| 78. mérkőzés 1921. június 5. | Magyarország                         | 3 – 0             | Németország | MTK-pálya, Budapest Nézőszám: 30 000 Játékvezető: Heinrich Retschury (AUT) |
| 78. mérkőzés 1921. június 5. | Schlosser 10' Guttmann 29' Braun 47' | (2 – 0) Részletek |             | MTK-pálya, Budapest Nézőszám: 30 000 Játékvezető: Heinrich Retschury (AUT) |

| nem hivatalos mérkőzés 1921. június 26. | Magyarország           | 3 – 0             | Dél-Németország | FTC-pálya, Budapest Nézőszám: 25 000 Játékvezető: Hans Schmidt (AUT) |
| nem hivatalos mérkőzés 1921. június 26. | Pataki 1' Braun Molnár | (? – ?) Részletek |                 | FTC-pálya, Budapest Nézőszám: 25 000 Játékvezető: Hans Schmidt (AUT) |

| nem hivatalos mérkőzés 1921. október 23. | Magyarország                            | 3 – 2             | Közép-Németország | MTK-pálya, Budapest Nézőszám: 25 000 Játékvezető: Ernst Hebak (TCH) |
| nem hivatalos mérkőzés 1921. október 23. | Orth ?' (11-esből) ?' (11-esből) Molnár | (? – ?) Részletek | ?                 | MTK-pálya, Budapest Nézőszám: 25 000 Játékvezető: Ernst Hebak (TCH) |

| 79. mérkőzés 1921. november 6. | Magyarország                   | 4 – 2             | Svédország                                | FTC-pálya, Budapest Nézőszám: 35 000 Játékvezető: Marcus Boas (NED) |
| 79. mérkőzés 1921. november 6. | Orth 15' 49' 54' Schlosser 72' | (1 – 0) Részletek | N. Carlsson 71' (11-esből) H. Karlson 86' | FTC-pálya, Budapest Nézőszám: 35 000 Játékvezető: Marcus Boas (NED) |

| 80. mérkőzés 1921. december 18. | Magyarország | 1 – 0             | Lengyelország | MTK-pálya, Budapest Nézőszám: 8 000 Játékvezető: Karl Grätz (TCH) |
| 80. mérkőzés 1921. december 18. | Szabó 18'    | (1 – 0) Részletek |               | MTK-pálya, Budapest Nézőszám: 8 000 Játékvezető: Karl Grätz (TCH) |

## Lásd még
- A magyar labdarúgó-válogatott mérkőzései (1902–1929)
- A magyar labdarúgó-válogatott mérkőzései országonként